# Tromatobia variabilis
Tromatobia variabilis är en stekelart som först beskrevs av Holmgren 1856.  Tromatobia variabilis ingår i släktet Tromatobia och familjen brokparasitsteklar. Enligt den finländska rödlistan är arten nära hotad i Finland. Arten är reproducerande i Sverige. Artens livsmiljö är skogar. Inga underarter finns listade i Catalogue of Life.